# Rubens (1928–1987)
Rubens, właśc. Rubens Josué da Costa (ur. 24 listopada 1928 w São Paulo – zm. 31 maja 1987 w Rio de Janeiro) – piłkarz brazylijski, występujący podczas kariery na pozycji napastnika.

## Kariera klubowa
Piłkarską karierę Rubens rozpoczął w klubie Ypiranga São Paulo, gdzie występował w latach 1943–1948. W 1949 roku został zawodnikiem Portuguesy São Paulo, z której po dwóch latach przeszedł do CR Flamengo. Z Flamengo trzykrotnie wywalczył mistrzostwo stanu Rio de Janeiro – Campeonato Carioca w 1953, 1954 i 1955. W 1957 roku przeszedł do lokalnego rywala - CR Vasco da Gama, z którym zdobył kolejne mistrzostwo stanu Rio de Janeiro w 1958 oraz wygrał Turniej Rio - São Paulo w tym samym roku. Ostatnie pięć lat kariery spędził w Prudentinie, Ourinhos oraz Bragantino.

## Kariera reprezentacyjna
W reprezentacji Brazylii Rubens zadebiutował 13 kwietnia 1952 w meczu z reprezentacją Panamy podczas Mistrzostw Panamerykańskich. Był to jego jedyny występ w reprezentacji. W 1954 roku Rubens uczestniczył w mistrzostwach świata. Na mundialu w Szwajcarii Rubens był rezerwowym i nie wystąpił w żadnym meczu.